# Miðvágur
Miðvágur er den største by på Vágar på Færøerne. Bygden ligger på sydsiden af Vágar og for enden af en langstrakt bugt og strækker sig længere ind i landet mod Leitisvatn. Hovedvejen, der forbinder Vágar Lufthavn i den vestlige del af øen med Vágartunnelen i nordøst, løber gennem Miðvágur.
Miðvágs kommuna blev i 2009 indlemmet i Vága kommuna. Det administrative hovedkvarter for denne nye kommune, som har næsten 2.000 indbyggere, er nu i Sandavágur. Kommunen havde den 1. januar 2024 2198 indbyggere.
Der er en politistation, et indkøbscenter og et lægehus. Havnen er hjemsted for en del fiskefartøjer og fiskeindustri med mere. Færøernes skibstilsyn har sæde i bygden.

## Historie
Stedet har været beboet på Færøerne siden vikingetiden, som udgravninger viser. Siden har her også været en lokal domstol, et såkaldt Várting.
Miðvágur blev første gang nævnt skriftligt mellem 1350 og 1400 i Fårebrevet. Stedet er også opført i den kongelige varefortegnelse (Jarðarbókin) fra 1584.
I 1940 udgav forfatteren Mikkjal á Ryggi, der havde været borgmester i Miðvágur fra 1915 til 1919, en lokalhistorie med titlen Miðvinga søga. Det var første gang, at historien om et sted på Færøerne blev nedskrevet.

I marts 1942 blev den lokale trawler Nýggjaberg torpederet af en tysk unervandsbåd; 16 besætningsmedlemmer fra bygden omkom.
I Miðvágur ligger er på kirkegården en afdeling for britiske soldater. Næsten alle de soldater, der døde på Færøerne under 2. verdenskrig på Færøerne er begravet der.
Anneksgården Kálvalíð, som ligger på nordsiden, er det ældste hus i bygden og måske også på Færøerne. Den er i dag bygdemuseum.
Miðvágur regnes for en af Færøernes bedste pladser til grindefangst. Det skyldes dels fjordens form og også den brede sandstrand, der er ideel at drive hvalerne op på. I 1899 fangede man således en flok på 1.300 grindehvaler. Det er den største fangst nogensinde.

## Kirken
Miðvágs kirkja fra 1952, består af et hvidkalket skib, med et halvrundt sakristi, samt et tårn med spir i vest. Kirken har skifertag, mens spiret på tårnet er kobbertækket. Altertavlen viser korsfæstelsen. Døbefonten er fra den tidligere kirke, og bærer et tysk fad. Klokken fra den gamle kirke er uden årstal og har indskriften: "Jeg synger Guds pris og trøster menneskebørnene".

## Seværdigheder
Miðvágur deler en årlig bygdefest, Vestanstevna, med bygderne Sandavágur og Sørvágur. Byfesten er en slags mini-ólavsøka og afholdes i starten af juli.
I 2008 blev der etableret en forening i Vágar for at arbejde på et krigsmuseum. I 2009 åbnede Krigsmuseet "Krígssavnið" i Miðvágur. Museet ligger i samme bygning, hvor Bónus og Vágur Informationscenter ligger.  
Krígssavnið
Bygdemuseet Kálvalíð ligger lige over byen og er Færøernes ældste stenhus, der har fungeret som beboelse siden middelalderen. Den er bygget ind i bjergsiden og har græstang, så den skiller sig næsten ikke ud fra landskabet. I museet er der to rum og en kostald.
Huset blev berømt som præstebolig for hele Vágar; Denne funktion havde den haft siden 1673. Den mest kendte beboer var præstefruen Beinta Broberg, som er grundlaget for romanen Barbara.
1979 blev den 1,17 hektar store park Viðarlundin á Tungu indviet.
Øst for Miðvágur, på den sydøstlige spids af øen, ligger den karakteristiske klippe Trøllkonufingur ('Heksens finger').
Vest for byen ligger Leitisvatn, Færøernes største indsø. I sin sydlige ende løber det 50 m høje Bøsdalafossur-vandfald direkte ud i havet.

## Galleri
| - 'Kálvalíd', byens ældste hus, fungerer som museum. - Mindesmærke for dem der ikke kom hjem fra havet. - Kaproning i Miðvágur |

.

## Kendte personer
- Beinta Broberg (1667–1752), præstefrue, romangrundlaget for Barbara
- Jens Christian Svabo (1746–1824), skrev denførste færøske ordbog og samlede de første færøske folkeviser.
- Rasmus Rasmussen (1871-1962), pædagog og forfatter
- Mikkjal á Ryggi (1879–1956), lærer, forfatter og politiker